# Leon Kirschberger
Leon Kirschberger (geboren am 26. Dezember 2000 in Berlin) ist ein deutscher Handballspieler.
Der auf der Position Rechtsaußen eingesetzte Kirschberger war 2017 in der A-Jugend-Bundesliga für den TSV Sieverstedt aktiv; er spielt im Jahr 2022 bei den Junioren der SG Flensburg-Handewitt und besitzt ein Zweitspielrecht für den in der 3. Liga antretenden DHK Flensborg. Er gab am 8. September 2022 im Spiel gegen GWD Minden sein Debüt in der Bundesliga für die SG Flensburg-Handewitt.